# Daffy Duck
Daffy Duck è un personaggio immaginario dei cartoni animati e dei fumetti della Warner Bros. Esordì nel cortometraggio Caccia alle anatre (Porky's Duck Hunt) del 1937 insieme a Porky Pig per poi comparire quasi sempre perlopiù nella parte di antagonista in cortometraggi anche con altri personaggi come Taddeo, Bugs Bunny e Speedy Gonzales. Esordì nei fumetti nel 1941 nel primo numero della serie Looney Tunes and Merrie Melodies Comics edita negli USA dalla Dell Publishing.
Daffy è stato uno dei primi dei nuovi personaggi "svitati" emersi alla fine degli anni '30 per sostituire i tradizionali personaggi che erano più popolari all'inizio del decennio, come Topolino e Braccio di Ferro.
Daffy è comparso in 130 cortometraggi nell'età d'oro dell'animazione statunitense, rendendolo il terzo personaggio più frequente nei cartoni Looney Tunes e Merrie Melodies, dietro le 167 apparizioni di Bugs Bunny e le 153 apparizioni di Porky Pig. Praticamente ogni regista di cartoni animati della Warner Bros. ha dato il proprio tocco alla personalità di Daffy Duck. Registi come Bob Clampett, Robert McKimson e Chuck Jones sono esempi notevoli del personaggio.
Daffy è il numero 14 sull'elenco dei primi 50 più grandi personaggi dei cartoni animati di TV Guide.

## Caratterizzazione del personaggio
Il nome "Daffy" deriva da una malattia mentale (daffy in inglese è un aggettivo che significa "pazzo"), caratteristica che verrà esaltata nelle sue apparizioni come una sorta di sdoppiamento della personalità: a volte è "maniacalmente folle", altre volte "spregevolmente depresso".
Viene raffigurato come una anatra nera con una striscia bianca sul collo e il becco e le zampe arancioni. 
Daffy è etichettato più precisamente come un occasionale antieroe e un occasionale cattivo in cui può essere ritratto come uno spaccone egoista, meschino e che ruba l'attenzione, o come un avido truffatore che brama fama e ricchezza e che non si preoccupa davvero dell'onestà. Ai suoi esordi era uno svitato pazzo ed eccentrico. La sua vittima designata è il credulone Porky Pig, che inganna vendendogli molte cose inutili, spesso con l'obiettivo di creargli problemi in modo da potergli vendere un "rimedio" più costoso e non più utile.
Mentre molti dei tratti antagonistici di Daffy sono stati per lo più comici a causa della sua incompetenza generale e della tendenza a farsi punire, di solito o per essere troppo avido o per aver cercato troppo duramente di sfidare rivali come Bugs (nonostante il fatto che la sua rivalità con quest'ultimo sia nota per essere amichevole), alcuni dei cartoni in cui è stato accoppiato con Speedy Gonzales lo hanno trasformato in un cattivo più serio, schietto e crudele, anche per il suo standard; un valido esempio è in "Un'oasi inespugnabile", dove la natura meschina di Daffy è portata all'estremo e nega apertamente a un gruppo di topi l'accesso all'acqua disperatamente necessaria per pura malizia. In una nota simile, ha anche frustato e rimproverato i poveri topi, quindi dichiarò guerra a tutti i poveri in "Assalto e pepato" perché i topi "morivano di fame nella sua proprietà", anche se erano semplicemente disperati per mangiare e desideravano provare alcuni del suoi cibi nostrani. Ogni volta che si apre la stagione di caccia Daffy tenta sempre di far prendere come bersaglio Bugs sostituendo i cartelli per evitare di essere preso di mira dai cacciatori indirizzando spesso Taddeo verso Bugs ma questi ogni volta sfrutta le manie di protagonismo di Daffy con giochetti psicologici che portano sempre Daffy a farsi sparare al posto del coniglio. 
Va comunque ricordato che mentre Daffy può essere un antieroe o un cattivo, a volte compie molti atti eroici che dimostrano che di solito ha un lato buono. In Duck Dodgers, ad esempio, è sempre l'eroe (un eroe idiota, ma non certo un antieroe). Inoltre, in generale, anche se di solito non è un eroe o un cattivo completamente definito, quanto sia buono o cattivo varia ampiamente a seconda della natura del cartone animato o del film in cui è apparso.
In un episodio del 1950 diretto da Chuck Jones, La maschera scarlatta, quando Daffy legge il copione da lui scritto si legge il suo nome completo «Daffy Dumas Duck», mentre nei Baby Looney Tunes, nell'episodio Non si fa la spia, la Nonna lo chiama Daffy Horatio Tiberius Duck, dopo averlo avvisato di non prendere le forbici della cucina (perché avrebbe fatto del male agli altri o a se stesso). 
Nella serie The Looney Tunes Show, invece, si afferma che il suo secondo nome è Sheldon e in qualche episodio gli viene affiancata una fidanzata, Melissa Duck.

## Storia e apparizioni
Tex Avery e Bob Clampett crearono la versione originale del personaggio nel 1937. Daffy in acqua, saltellava e urlava: "Woo-hoo! Woo-hoo! Woo-hoo! Woo-hoo! Woo-hoo!". L'animatore Bob Clampett utilizzò presto il personaggio in una serie di cartoni animati negli anni trenta e quaranta; nei primi corti era selvaggio e demenziale e rimbalzava intorno allo schermo gridando "Hoo-hoo! Hoo-hoo!". Nella sua autobiografia, Mel Blanc ha dichiarato che il comportamento demenziale è stato ispirato da una battuta di Hugh Herbert, che è stata portata all'estremo per Daffy. Clampett ha ridisegnato fisicamente il personaggio, rendendolo più alto e arrotondando i piedi. Egli era stato spesso associato con Porky Pig già dalla sua prima apparizione in Caccia alle anatre. Nel 1943 è apparso nel cortometraggio di guerra Daffy - The Commando. Il personaggio è apparso in oltre 130 cortometraggi di Looney Tunes e Merrie Melodies.
Nel cortometraggio del 1953 L'eroe del XXIV secolo e mezzo, diretto da Chuck Jones, il papero appare nei panni di Duck Dodgers (in passato noto in italiano anche come Daffy Rogers o Daffy Dodgers), una parodia di Capitan Rogers nel XXV secolo. Negli anni ottanta il personaggio viene ripreso in uno spin-off: Duck Dodgers e il ritorno del XXIV secolo e mezzo, assieme al suo assistente Porky Pig, cadetto spaziale ingenuo e combinaguai. Nel 2003 il personaggio ottiene una sua serie vera e propria, Duck Dodgers.
È stato protagonista di vari lungometraggi di Looney Tunes, inclusi Daffy Duck e l'isola fantastica (1983), Daffy Duck's Quackbusters - Agenzia acchiappafantasmi (1988), e Canto di Natale - Il film natalizio dei Looney Tunes (2006). Fa anche un'apparizione nel mediometraggio contro la droga del 1990 I nostri eroi alla riscossa.
Nella serie I favolosi Tiny, nella Acme Looneyversity è il miglior mentore e idolo di Duca Duck (che ha come amico-nemico Buster Bunny). La serie Loonatics Unleashed del 2005 presenta un altro discendente di Daffy, Danger Duck, che conserva comunque molte delle caratteristiche di Daffy. Una versione bambina di Daffy appare in Baby Looney Tunes. Fa la sua attuale ultima apparizione cinematografica nel corto Daffy's Rhapsody, in cui è visto per la prima volta con una grafica 3D.
Compare nei tre film in tecnica mista dei Looney Tunes, venendo doppiato da Dee Bradley Baker in Space Jam (1996), da Joe Alaskey in Looney Tunes: Back in Action (2003); e da Eric Bauza in Space Jam: New Legends (2021). In tutte e tre le versioni italiane è stato doppiato da Marco Mete.
Nel 2011 Daffy torna su Cartoon Network in The Looney Tunes Show, doppiato da Jeff Bergman. La sua caratterizzazione qui sembra incorporare alcuni elementi dei disegni di Chuck Jones, dandogli un aspetto allegro anche se con una stupida personalità. Nello show, si è trasferito in città ed abita con Bugs. A differenza di Bugs e dei loro vicini, Daffy non ha modo di guadagnare denaro e per questo vive e mangia a casa di Bugs. Ha provato ad arricchirsi rapidamente in numerose occasioni, ma non ha mai raggiunto il suo intento. 
Daffy possiede un carro allegorico di cartapesta montato su un furgoncino Volkswagen Transporter, che è il suo principale mezzo di trasporto. Distrutto da un incidente all'interno di un autolavaggio, è stato riparato alcuni mesi dopo grazie alla generosità di Bugs Bunny e Porky Pig dopo il litigio con loro a bordo di uno yacht (poi affondato) che il papero aveva acquistato per la somma ingente di 275.000 $ "estorta" da Porky Pig con la motivazione fasulla che sarebbero serviti per il trapianto di un rene. 
Il suo artista preferito è il cantante Elton John. Anche se l'avidità e la gelosia nei confronti di Bugs permangono, sembra essere meno antagonista in questa versione, e in un episodio Bugs dice che Daffy, nonostante i suoi difetti, è il suo migliore amico. Nel film basato sulla serie, Looney Tunes: Due conigli nel mirino, è un tassista che non ama la sua vita monotona e, dopo essere arrivato a Central Park accompagnando Bugs e Lola, decide di stabilirvisi.
In seguito, nel 2019, riappare nella serie New Looney Tunes, doppiato nuovamente da Dee Bradley Baker. In questa nuova serie Daffy torna ad essere come era rappresentato nei primi cartoni dedicati a lui: svitato ma intelligente, furbo e dispettoso. Ha un rapporto amico-nemico con Porky Pig, poiché mentre in altri episodi torna ad essere la sua vittima preferita come nei cartoni originali, in altri lavorano insieme come una squadra. Oltre a lui ha come nemico Taddeo.
Nel 2020 e nel 2022 è uno dei protagonisti delle rispettive serie Looney Tunes Cartoons e Bugs Bunny costruzioni, doppiato da Eric Bauza (voce anche di Bugs Bunny, Titti, Pepé Le Pew, e Marvin il Marziano).
Nell'episodio Warner Bros.: 100º Anniversario dell'ottava stagione di Teen Titans Go!, i Teen Titans organizzano una festa per celebrare i cento anni degli studi Warner Bros., invitando anche tutti i personaggi DC, Cartoon Network e Hanna-Barbera: Daffy Duck si rivelerà essere un personaggio fondamentale all'interno della puntata; agli inizi, rivaleggerà con Robin per dimostrare di essere un eroe migliore di lui, ma in seguito si unirà coi Teen Titans, l'orso Yoghi e Gizmo per fermare Michigan J. Frog, che ha distrutto gli studi Warner Bros. come vendetta per non essere stato invitato alla festa.

## Duck Dodgers

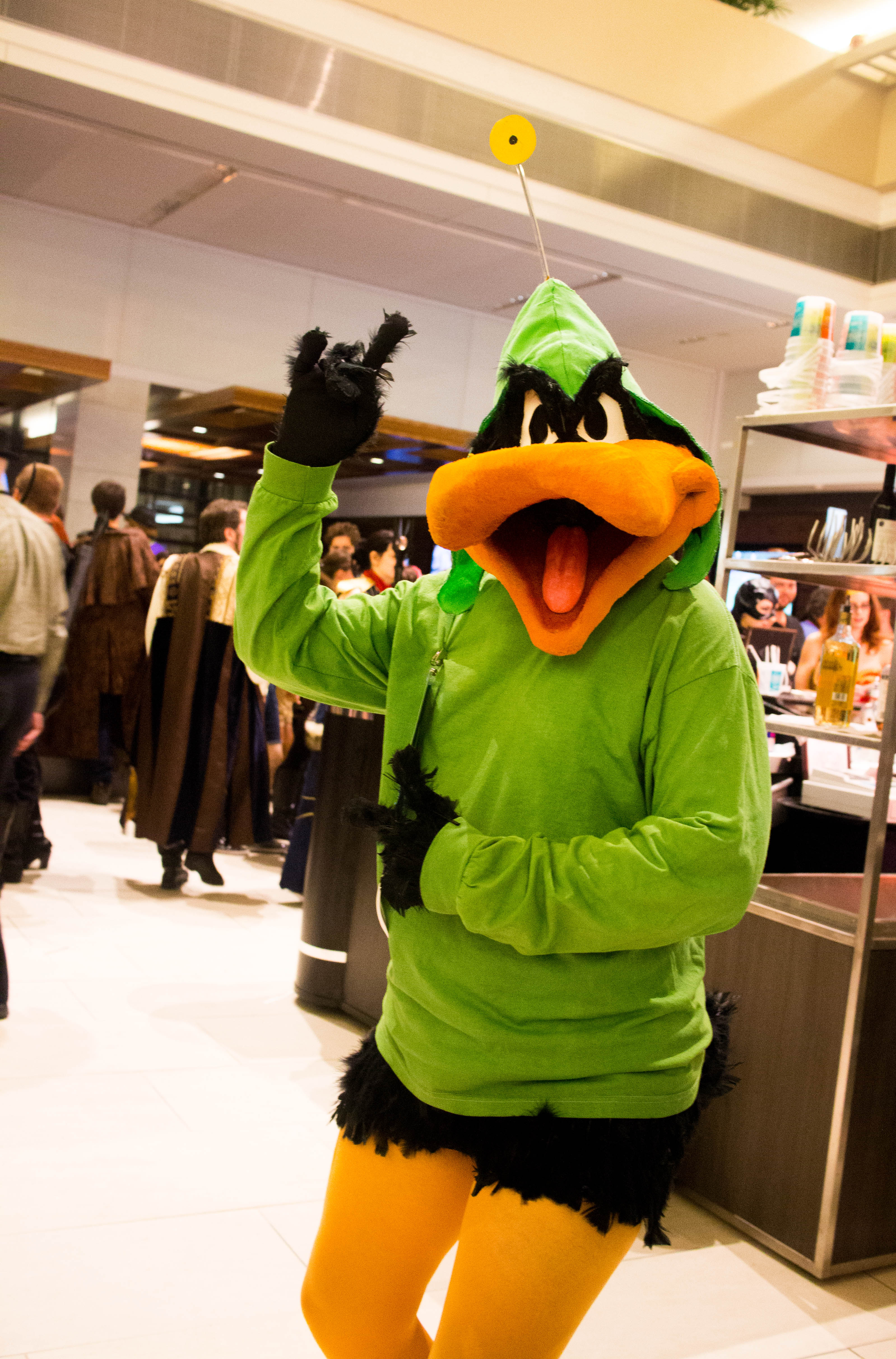
Cosplay di Duck Dodgers

Duck Dodgers (in passato noto in italiano anche come Daffy Rogers o Daffy Dodgers) è l'alter ego fantascientifico di Daffy Duck. È uno sfacciato ed egocentrico eroe spaziale in abito verde (azzurro nella serie animata omonima) coinvolto in varie avventure di metafinzione, parodia di opere di fantascienza come Buck Rogers.
È apparso per la prima volta come protagonista nel cortometraggio L'eroe del XXIV secolo e mezzo (1953), diretto da Chuck Jones, dove viene incaricato dal dottor Intelligenio di cercare il raro elemento Illudium Phosdex, "la molecola della crema da barba", sul Pianeta X, dove si scontrerà con Marvin il marziano. Il corto fu seguito da Duck Dodgers e il ritorno del XXIV secolo e mezzo (1980) e Duck Dodgers in L'attacco dei droni (2004). Oltre a diventare successivamente il protagonista di una serie televisiva omonima (2003-2005), il personaggio è anche comparso nel corto 3D Marvin the Martian in the Third Dimension (1996) proiettato in alcuni parchi di divertimento; nel segmento "Duck Dodgers Jr." della serie animata I favolosi Tiny; nella puntata "La notte di Halloween" di Baby Looney Tunes in versione bambina; nel film a tecnica mista Looney Tunes: Back in Action (2003); e nei videogiochi Daffy Duck: The Marvin Missions (1993), Duck Dodgers Starring Daffy Duck (2000) e Looney Tunes: Acme Arsenal (2007).
Nella serie animata a lui dedicata, Duck Dodgers (divisa in 3 stagioni per un totale di 39 episodi), egli è un guerriero spaziale rimasto precedentemente ibernato per secoli e rianimato 351 anni dopo dal Dottor Inteligenio. Scambiato per un eroe del ventunesimo secolo, gli vengono concessi un'astronave ed un subordinato, il Giovane cadetto dello spazio (Porky Pig), e avrà il compito di combattere a nome del protettorato intergalattico contro gli alieni ostili, in particolar modo quelli provenienti dal pianeta Marte, ed occasionalmente fare consegne. Al pari del suo alter ego originale Daffy Duck, Dodgers è egocentrico, vanitoso, superficiale, egoista, e vile; tuttavia, si dimostra in certe circostanze anche coraggioso, altruista, astuto e imprevedibile, con enorme sorpresa dei suoi alleati e nemici. Al contrario del suo alter ego, Dodgers possiede una sorprendente dose di fortuna che lo porta a salvarsi in situazioni all'apparenza disperate (e solitamente provocate proprio da un suo pasticcio) e ad avere la meglio sui suoi avversari; è inoltre molto abile nell'utilizzo di armi laser, tra cui nunchaku. In alcuni episodi è considerato uno dei più valorosi e abili capitani del protettorato intergalattico oltre che un acerrimo nemico del pianeta Marte, in altri invece la sua considerazione equivale a quella di una macchietta (cosa che lo farà spesso infuriare e lo porterà a reagire di conseguenza, spesso con esiti disastrosi). In più circostanze riesce a salvare numerosi pianeti dalla distruzione, sia per abilità che per fortuna. Nel decimo episodio si scopre che in passato era in realtà il fornitore d'acqua per una squadra di football; tuttavia, il comandante marziano X-2, arrivato in quell'epoca per distruggerlo, perderà di vista il suo obbiettivo e finirà per aiutarlo attraverso una macchina del controllo mentale, portandolo a diventare l'eroe della finale del campionato e di conseguenza ad acquisire la fiducia necessaria per diventare il Dodgers del futuro.
Nel 2003 Duck Dodgers e Marvin il Marziano furono rappresentati in due emblemi distinti del 1º Space Launch Squadron per le missioni Mars Exploration Rover di quell'anno.
Green Loontern, una versione Lanterna verde del personaggio apparsa nel nono episodio della serie animata, riappare nel videogioco LEGO Batman 3: Gotham e oltre (2014).

## Filmografia

### Lungometraggi
- Daffy Duck e l'isola fantastica
- Daffy Duck's Quackbusters - Agenzia acchiappafantasmi
- Chi ha incastrato Roger Rabbit - film in tecnica mista: in questo film lo vediamo suonare il pianoforte e litigare con Paperino in una scena.
- Space Jam - film in tecnica mista incentrato sul basket americano. Qui è uno dei protagonisti della pellicola.
- Looney Tunes: Back in Action - film in tecnica mista dove Daffy è uno dei protagonisti.
- Canto di Natale - Il film natalizio dei Looney Tunes
- Looney Tunes: Due conigli nel mirino
- Space Jam: New Legends - film in tecnica mista, sequel di Space Jam.
- I Teen Titans Go! Guardano Space Jam
- Un'avventura spaziale - Un film dei Looney Tunes

### Serie televisive
- I favolosi Tiny
- Duck Dodgers
- Baby Looney Tunes
- Loonatics Unleashed
- The Looney Tunes Show
- New Looney Tunes
- Looney Tunes Cartoons
- Bugs Bunny costruzioni
- Tiny Toons Looniversity